# Robijnrood
Robijnrood (Duitse titel: "Rubinrot") is een Duitse bestseller geschreven door Kerstin Gier. Het is het eerste deel uit de Edelsteentrilogie (Duitse titel: Liebe geht durch alle Zeiten). De vervolgdelen zijn Saffierblauw en Smaragdgroen.
Het boek verscheen voor het eerst in het Duits op 1 januari 2009 bij uitgeverij Arena. De Nederlandse versie verscheen in februari 2011 en werd uitgegeven door Blossom Books.

## Inhoud
Het boek gaat over de 16-jarige Gwendolyn (ook wel Gwen of Gwenny genoemd) uit Londen die ontdekt dat ze het tijdreisgen dat in haar familie zit heeft geërfd, en niet haar nicht Charlotte, die het eigenlijk zou moeten hebben. Onvoorbereid maakt zij een eerste sprong naar het oude Londen, en ze beseft dat haar leven drastisch gaat veranderen. Ze wordt naar "Temple" gebracht, waar zij samen met de knappe Gideon een paar sprongen in de tijd maakt om hun missie te voltooien en de cirkel van de twaalf edelstenen te sluiten.

## Verfilming
Het boek werd in 2012 verfilmd Katharina Schöde schreef het script, regisseur was Felix Fuchssteiner.
De hoofdrollen waren van Maria Ehrich als Gwendolyn, Jannis Niewöhner als Gideon en Laura Berlin als Charlotte. Andere rollen werden vervuld door Veronica Ferres, Axel Milberg, Katharina Thalbach, Kostja Ullmann en Josefine Preuß.
Op 14 augustus 2014 ging de verfilming van het tweede deel, saffierblauw, in première. 
| Persoon            | Acteur                 |
| ------------------ | ---------------------- |
| Gwendolyn Shepherd | Maria Ehrich           |
| Gideon de Villiers | Jannis Niewöhner       |
| Charlotte Montrose | Laura Berlin           |
| Leslie Hay         | Jennifer Lotsi         |
| Lucy Montrose      | Josefine Preuß         |
| Paul de Villiers   | Florian Bartholomäi    |
| James              | Kostja Ullmann         |
| Grace Shepherd     | Veronica Ferres        |
| Mr. Whitman        | Johannes von Matuschka |